# Praça XV de Novembro (Florianópolis)
|                                                 |  |  |
| A Praça XV de Novembro durante o dia e a noite. |  |  |

A Praça XV de Novembro, também chamada popularmente apenas como Praça XV ou ainda Praça da Figueira, é uma praça situada no bairro Centro, na cidade de Florianópolis. Ela fica no local onde foi fundada a cidade, tendo partido dali a povoação da então Vila de Nossa Senhora do Desterro.
O jardim da Praça foi construído entre 1885 e 1887. Nesse período foi chamada de Largo da Matriz ou Largo do Palácio - devido a proximidade da Catedral Metropolitana e do Palácio do Governo - e ainda Praça Barão da Laguna. A praça acabou recebendo seu nome definitivo em homenagem ao dia da Proclamação da República do Brasil.
É considerada a praça mais importante de Florianópolis, sendo um ponto de referência e parada obrigatória para os turistas, com a Velha Figueira, no centro da praça, uma atração a parte e um cartão-postal da cidade.

## História

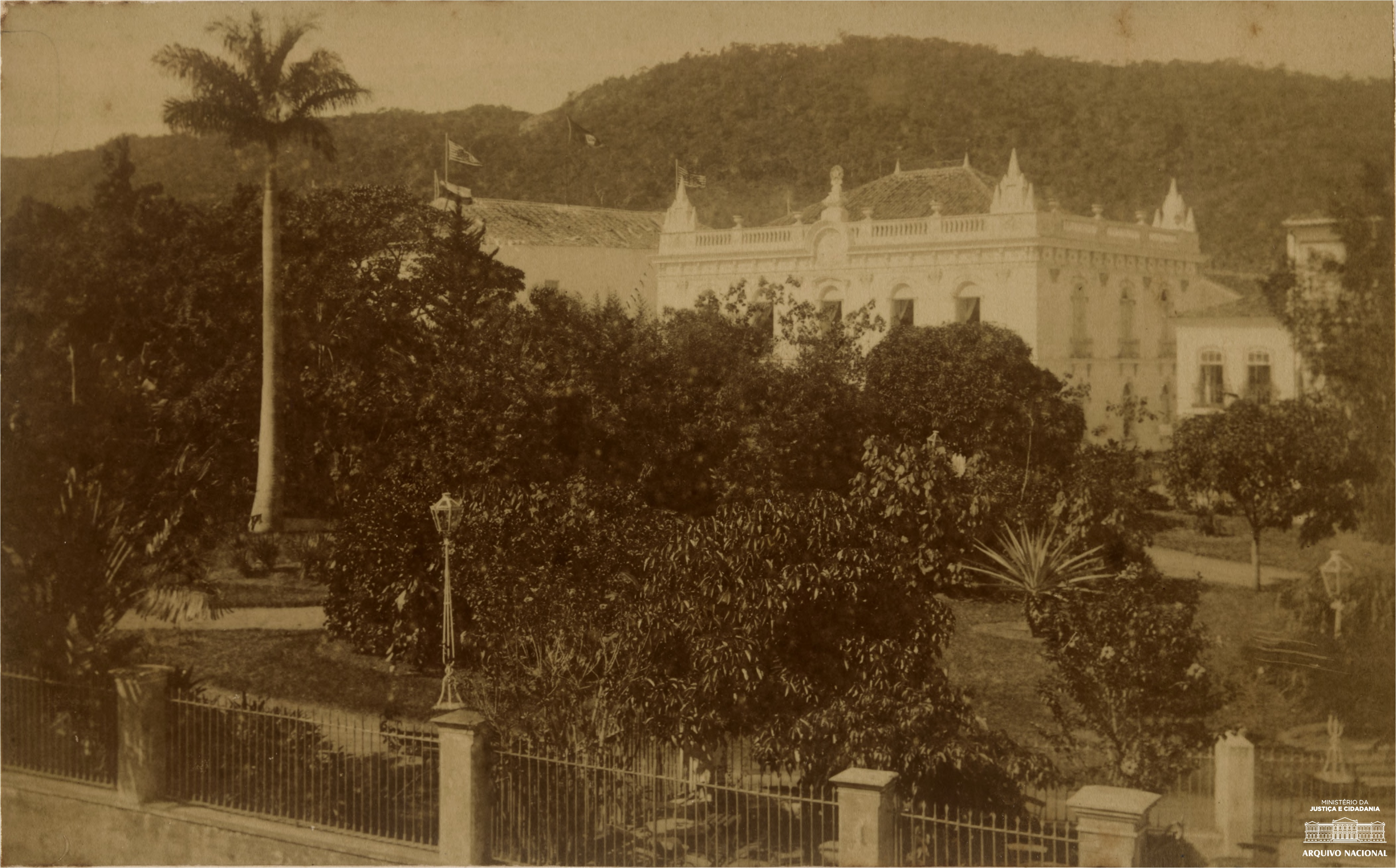
Jardim Almirante Gonçalves, hoje Jardim Oliveira Bello, no início do século XX. É possível ver o antigo cercamento da praça.

O local onde fica a praça é o ponto de partida da colonização de Florianópolis, com seu fundador Francisco Dias Velho estabelecendo a Vila de Nossa Senhora do Desterro ali e construindo as primeiras construções do período colonial, como a capela onde hoje fica a Catedral, na região próxima. Mesmo após o ataque pirata em que o fundador foi morto, a vila foi refundada a partir dali. A praça, até a construção do Aterro da Baía Sul entre 1972 e 1978, terminava perto da orla, sendo ponto de referência em terra e no mar.
O jardim da Praça foi construído entre 1885 e 1887. Ele recebeu árvores de grande porte, trazidas principalmente do Jardim Botânico do Rio de Janeiro. A então jovem Figueira, que teria nascido em 1871 em um jardim em frente à Catedral, foi transplantada para a praça em 1891.

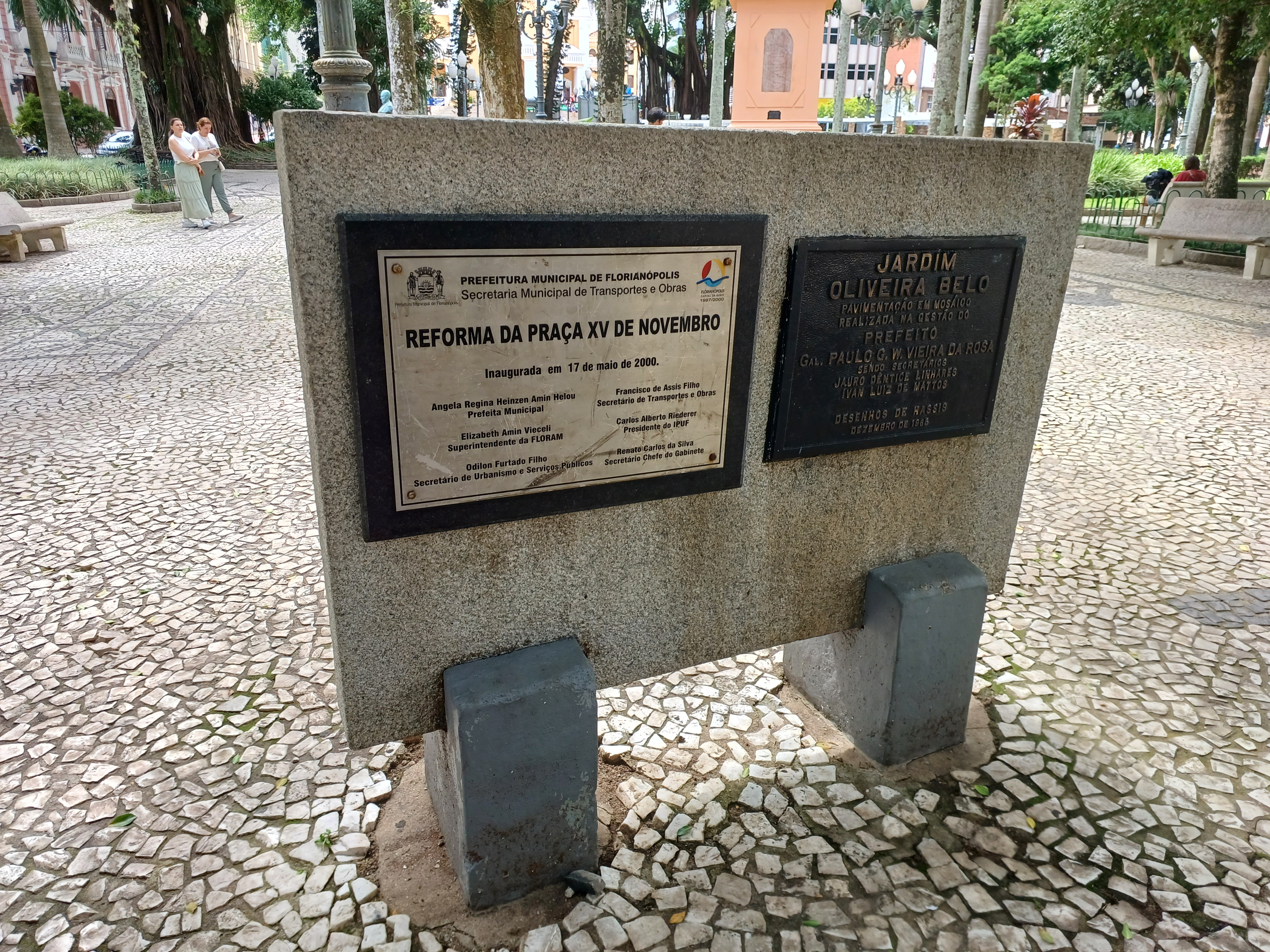
Placas indicando as reformas de 1965 (direita) e 2000 (a esquerda) na praça.

Em 1891, a praça foi inaugurada por Gustavo Richard. Inicialmente, ela era cercada e tinha um acesso restrito. No interior da praça havia apenas simples bancos móveis que eram colocados ao lado do monumento aos soldados heróis da Guerra do Paraguai. Ainda haviam os cafés Comercial e Natal, pontos de encontros e de reuniões dos comerciantes e de políticos locais. E na frente da Catedral, um grande quiosque com vidros coloridos importados da França. A praça foi cercada até 1912.
Em 1925 foi construído um trapiche perto da Praça XV de Novembro. Em 1928, surge dele o Bar Miramar. A presença do Miramar ajudou a reforçar o caráter central que a praça tem sobre a cidade. Em 1942, o prédio do atual Centro de Informações Turísticas foi construído, sendo instalado ali o Café Gato Preto.
Em 1965, a prefeitura convida o artista local Hiedy Assis Corrêa, o Hassis, para a pavimentação da praça, em pedras portuguesas. A praça passou por um processo de renovação entre os anos de 1999 e 2000, incluindo uma revitalização no piso - Hassis chegou a participar do processo de restauração, tendo falecido no mesmo ano que a praça foi reinaugurada.

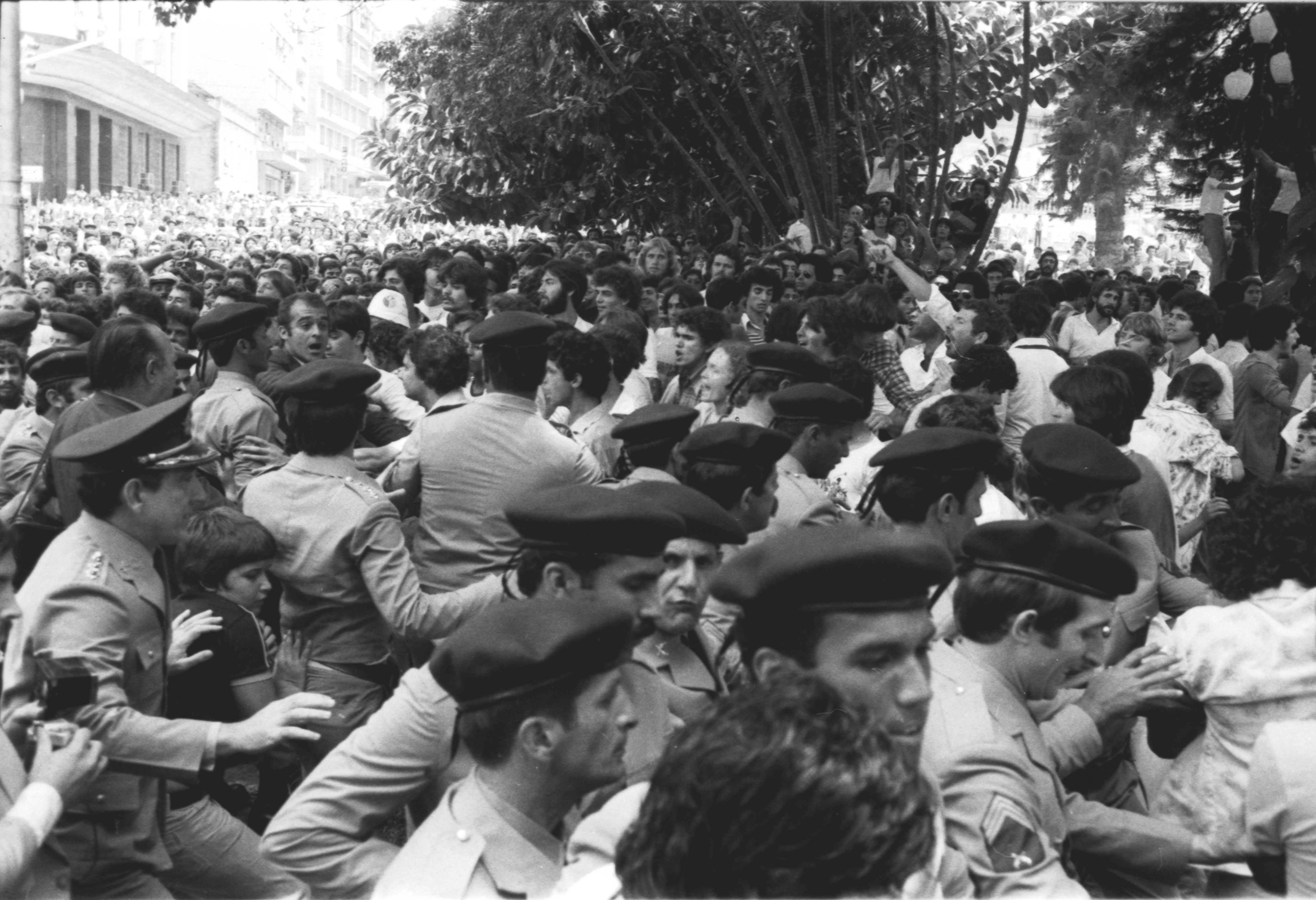
A Praça XV de Novembro durante a Novembrada, em 1979.

Outra transformação importante foi o aterro da Baía Sul, que afastou a praça do mar. Em 1974 o Miramar, já decadente, é demolido. No local onde ficava a orla hoje fica uma extensão da já existente antes Praça Fernando Machado, que ia da Praça XV ao mar.
Os desfiles das escolas de samba de Florianópolis, que surgiram a partir dos anos 1950, acontecem no entorno da Praça XV até 1982, quando já se considera o espaço pequeno pro tamanho do carnaval. Depois disso eles passaram a ser no aterro - primeiro na Avenida Paulo Fontes, depois na Passarela Nego Quirido. Porém, ainda hoje os ensaios pré-carnaval acontecem na praça.
Em 1979, acontece ali a Novembrada, umas das maiores manifestações contrárias ao governo durante a Ditadura Militar, com cerca de 4 mil pessoas e resultando em muita confusão e violência e na prisão de sete estudantes. Na ocasião, o presidente João Figueiredo foi ao Palácio do Governo, aparecendo da sacada para a população na praça e sendo hostilizado.

## Atualidade

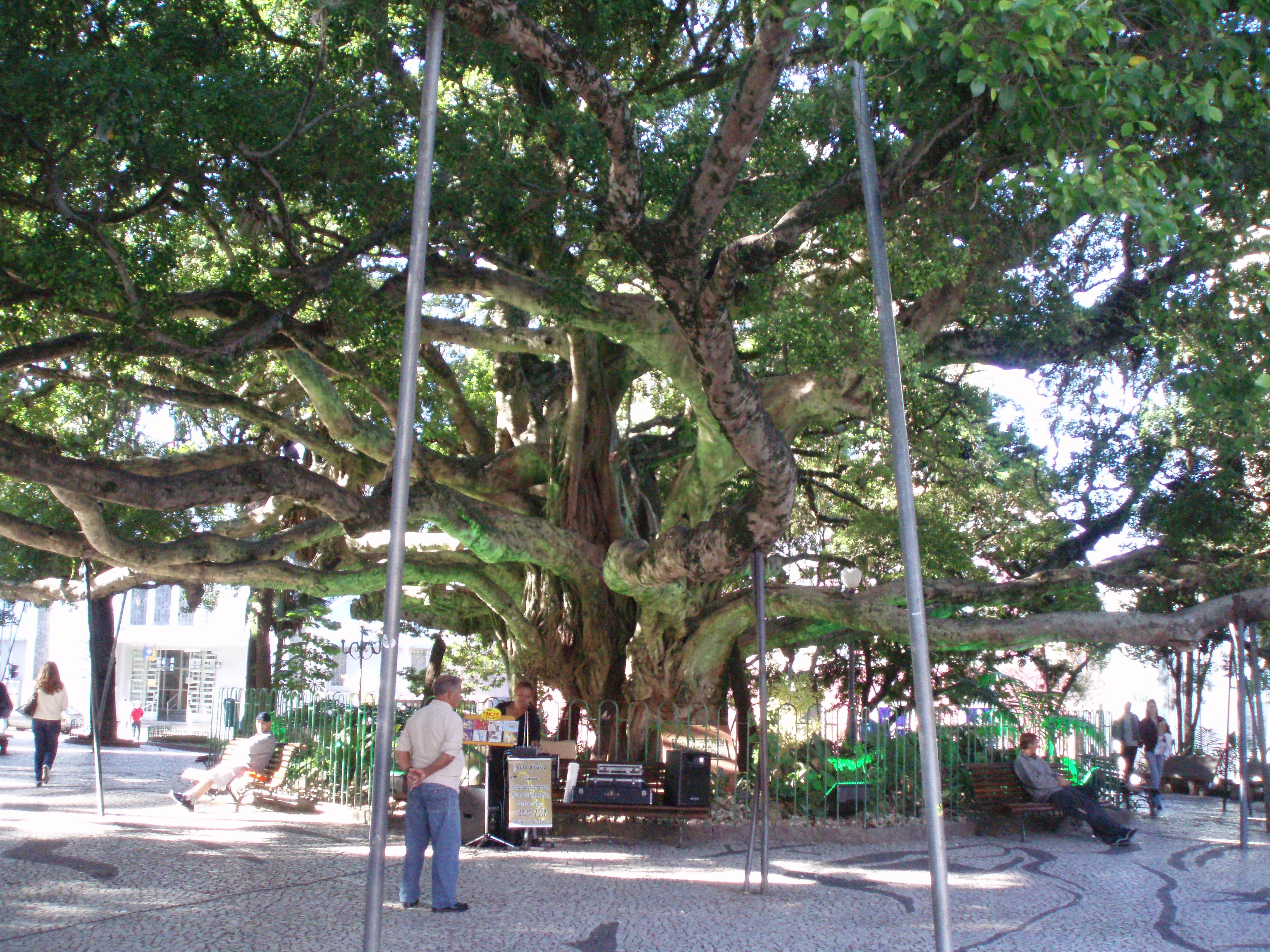
A Figueira no centro da Praça XV, com seus galhos sustentados por hastes de metal.

Sendo considerada o coração do Centro de Florianópolis, a Praça XV de Novembro e seu entorno imediato recebem feiras, artistas de rua, procissões religiosas como a Procissão do Senhor dos Passos e a de Corpus Christi, eventos de Natal e de outros feriados festivos, os ensaios das escolas de samba e os blocos de rua durante o carnaval de Florianópolis. A praça permanece bem conservada, tendo sido adotada por empresas privadas que cuidam do local, sendo considerado um local de relaxamento em meio ao centro urbano, climatizado por diversas árvores e plantas.
A presença de moradores de rua é constante no local, principalmente a noite, e levou a prefeitura a cogitar cercar novamente a Praça XV em 2010, proposta que dividiu opiniões e acabou nunca sendo feita. Em 2018 a praça foi temporariamente fechada para evitar danos durante o carnaval, o que mais uma vez dividiu opiniões. Entretanto, a praça continuou sendo fechada nos dias de carnaval dos anos seguintes.

## Elementos da praça

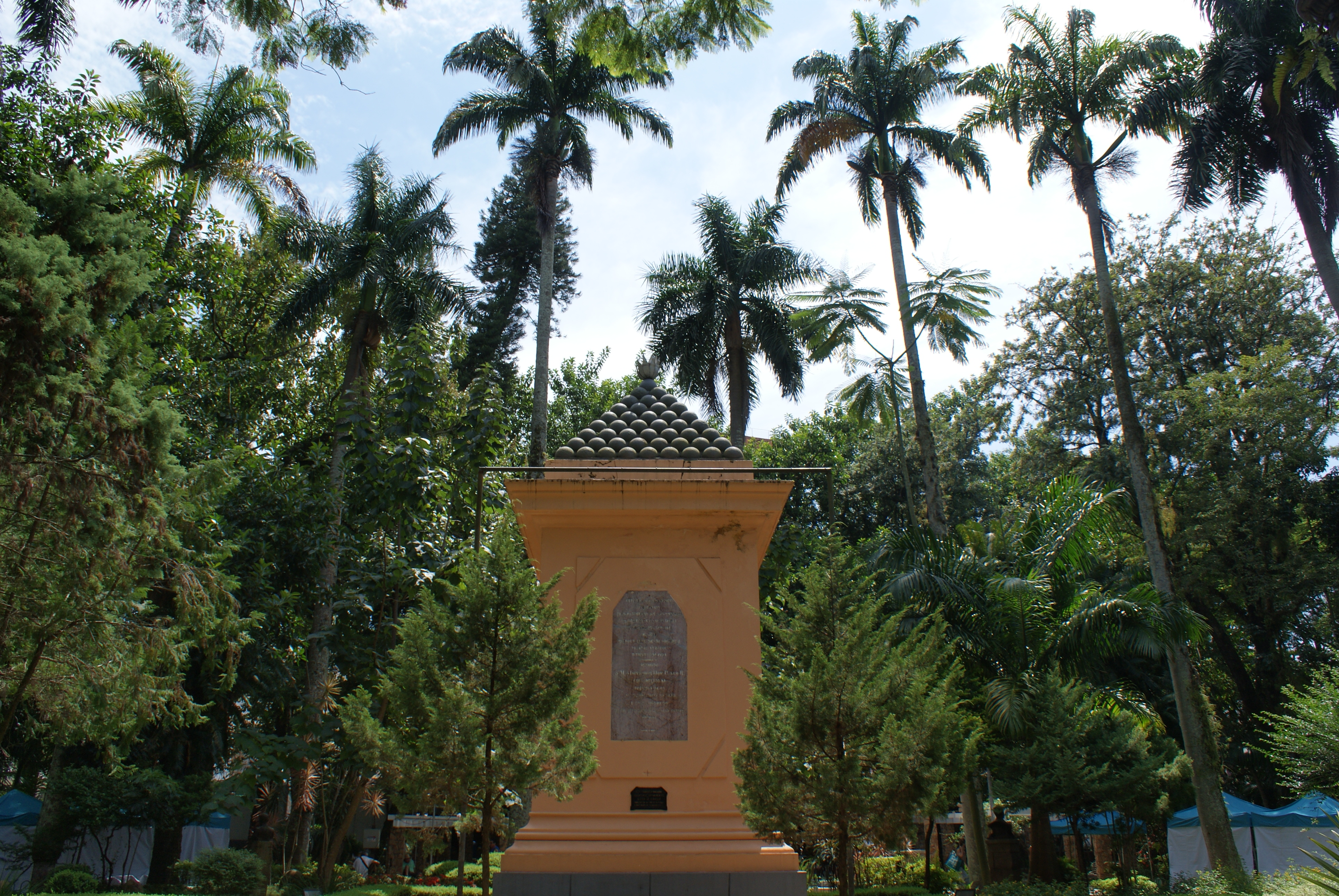
As palmeiras imperiais e o Monumento em Honra aos Heróis Mortos na Guerra do Paraguai.

O jardim da praça se chama oficialmente Jardim Oliveira Bello. Possui palmeiras-imperiais, ficus indianos e cravos da Índia, além da famosa Figueira Centenária, cujos galhos se estendem por boa parte da praça, apoiados por hastes de metal.

Na Praça XV, existem diversos monumentos, como o Monumento em Honra aos Heróis Mortos na Guerra do Paraguai (projetado pelo governador João Tomé da Silva) e os bustos do poeta Cruz e Sousa, do pintor Victor Meirelles, do patrono do ensino superior catarinense José Boiteux e do fundador da imprensa catarinense Jerônimo Coelho. O entorno da praça, sendo a primeira parte povoada da cidade, tem um grande número de prédios históricos, com destaque para a Catedral Metropolitana e o Palácio Cruz e Sousa. Entre a Catedral e a praça fica o Largo da Catedral, espaço aberto também famoso na cidade, e entre a praça e a Avenida Paulo Fontes fica a Praça Fernando Machado - ambas áreas abertas também em pedra portuguesa que são quase que extensões da praça.

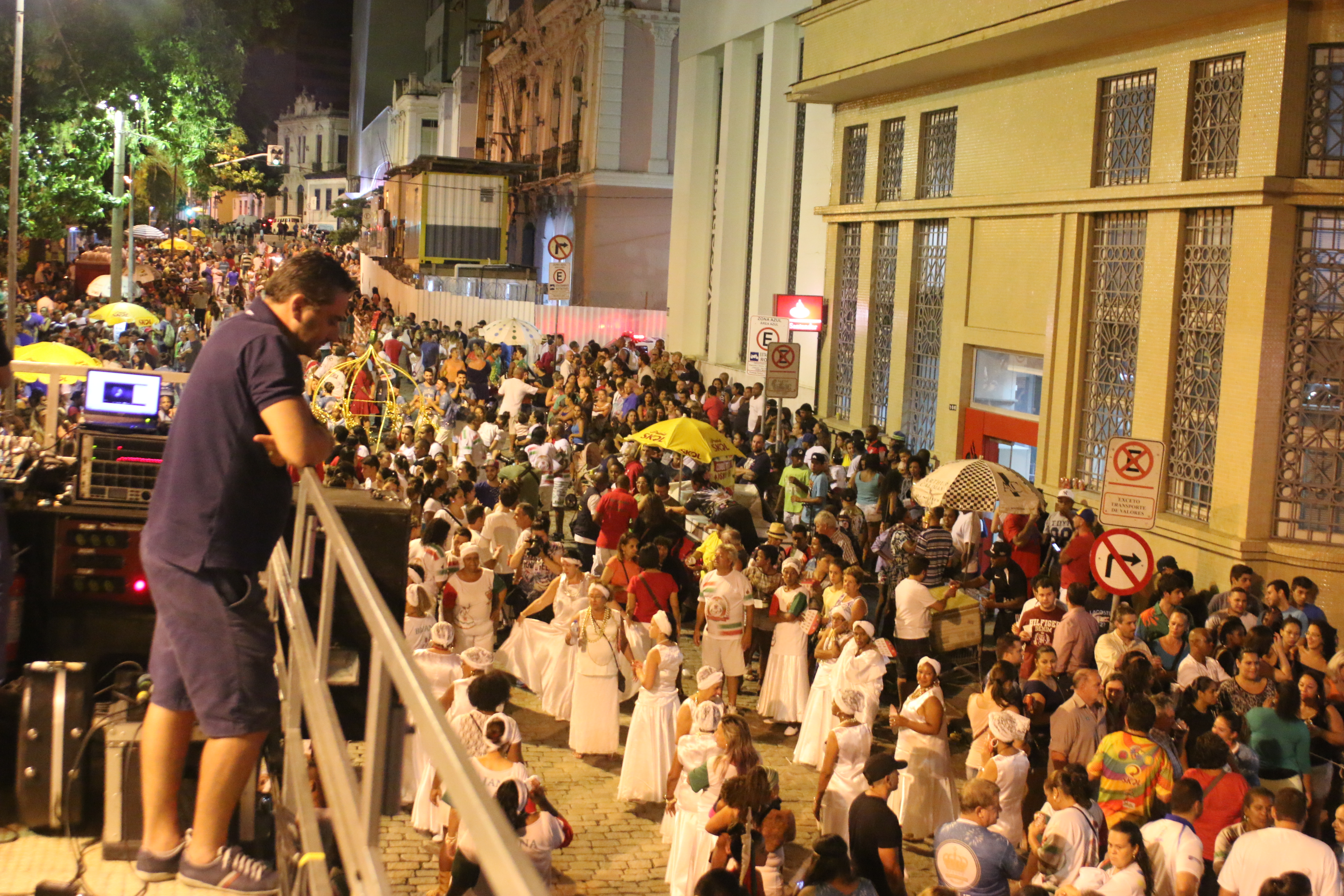
Protegidos fazendo seu ensaio "Volta a Praça" em 2015. Os ensaios das escolas de samba de Florianópolis tradicionalmente acontecem ao redor da Praça XV de Novembro até os dias de hoje.

O piso em pedra portuguesa da praça criado por Hassis tem em seu desenho motivos do folclore da ilha. A praça conta com bancas de jornal, quiosque, pontos de táxi e engraxates.

## Na cultura popular
- Além de ser o local dos desfiles das escolas de samba até 1982 e de ainda hoje receber os ensaios, a Praça XV de Novembro foi tema do samba-enredo da GRES Consulado em 2006, "Praça XV - Onde Tudo Acontece" de Luizinho Andanças. A Consulado se sagrou campeã daquele ano.[15]
- O caráter tranquilo da praça é citado no Rancho de Amor a Ilha, o hino de Florianópolis, que cita também a Figueira Centenária: Ilha da Velha Figueira onde em tarde fagueira vou ler meu jornal...
- A Praça XV apareceu em cenas da novela da TV Globo "Como Uma Onda", quando o personagem Daniel Cascais, interpretado por Ricardo Pereira, estava mendigando no local.